# Мутеса I
Муте́са I Мукаабья Валугембе Кайира (1837 — 19 октября 1884) — правитель (кабака) среднеафриканского государства Буганда в 1856—1884 годах.

## Биография
Будущий кабака Мутеса I был одним из многочисленных сыновей правителя Буганды Суны II и первоначально носил имя Мукаабья («тот, кто приносит страдания»). После смерти Суны в 1856 году самым могущественным человеком в Буганде стал катикиро (первый министр) Кайира, который решил возвести на престол своего протеже Мукаабью, жившего вдали от двора. Усилиями Кайиры на собрании знати в столице Мукаабья был провозглашён новым кабакой и ему торжественно вручили пучок стрел — один из символов его власти. После этого мать Мукаабьи была провозглашена намасоле (королевой-матерью), а в качестве лубуга (ритуальной сестры-соправительницы) новый кабака избрал свою сестру, позже крещенную под именем Дамали. После ритуальной коронационной церемонии (церемонии «съедения Буганды») Мукаабья принял тронное имя Мутеса (или Мутееса) — «Государственный человек, тот кто дает мудрые советы».
Был известен своим гостеприимством, которое он оказал Спику, Гранту, Бакеру, Стэнли, Фелькину и Вильсону. Имел местопребывание в Рубаге, к северу от Виктория-Нианца. В 1871 году обратился в ислам. Он содержал армию в 3000 воинов и большую флотилию судов на озере и покровительствовал европейцам, в том числе и миссионерам, несмотря на бесплодные попытки последних обратить его в христианство. В 1882 году Мутеса отправил посольство к английской королеве. Умер в 1884 году. Преемник его  Даниел Мванга изменил политику Мутесы: он известен умерщвлением миссионера епископа Ганнигтона и враждой с Эмин-пашей, губернатором египетской экваториальной провинции.